# Хорошая жена (телесериал)
«Хоро́шая жена́» (англ. The Good Wife) — американский телесериал в жанре юридической драмы, который выходил на телеканале CBS с 22 сентября 2009 года по 8 мая 2016 года. Авторы сериала — Роберт и Мишель Кинг. В главных ролях — Джулианна Маргулис, Мэтт Зукри, Кристин Барански и Джош Чарльз. После успешного старта сериал был расширен до полного сезона (23 серии, вместо первоначально заказанных 13 серий), а позже — продлён на второй сезон. 13 марта 2014 года CBS продлил сериал на шестой сезон, который стартовал 21 сентября 2014 года. 11 мая 2015 года канал продлил сериал на седьмой сезон. 7 февраля 2016 года канал CBS объявил что седьмой сезон будет последним.
18 мая 2016 года стало известно, что канал CBS готовит спин-офф «Хорошей жены». Сериал получил название «Хорошая борьба». Премьера сериала состоялась 19 февраля 2017 года.

## Сюжет
Алисия Флоррик (Джулианна Маргулис) — жена прокурора округа Кук, мать двоих детей. Её муж, Питер Флоррик (Крис Нот), оказывается в центре сексуального скандала, после чего попадает в тюрьму с обвинениями в коррупции. Все заботы о семье ложатся на её плечи. Старый друг Алисии, Уилл Гарднер, устраивает её младшим адвокатом в свою юридическую фирму. Теперь Алисии придется вспомнить все свои навыки работы адвокатом и спустя 13 лет перерыва начать свою карьеру с нуля. Всё это происходит на фоне последствий коррупционного скандала, предательства мужа и публичного унижения.

## В главных ролях
- Джулианна Маргулис — Алисия Флоррик: жена окружного прокурора; Алисия возвращается на работу в качестве младшего адвоката в престижную юридическую фирму. После долгого перерыва она оказывается внизу карьерной лестницы и пытается совмещать работу с воспитанием детей на фоне продолжающегося скандала, окружающего её мужа. У Алисии есть младший брат (в исполнении Далласа Робертса).
- Мэтт Зукри — Кэри Агос: ещё один младший юрист, взятый в то же время, что и Алисия. Соревнуясь с Алисией, пытается получить постоянное место в фирме. Во втором сезоне уходит из фирмы, затем в неё возвращается. В пятом сезоне они с Алисией открывают новую фирму и набирают клиентов из Локхарт Гарднер, что плохо сказывается на их отношениях с Уиллом и Дайан.
- Арчи Панджаби — Калинда Шарма: дознаватель фирмы. Ранее работала с Питером Флорриком, который её уволил. Она цинична и расчётлива, но вместе с тем она — лучшая подруга Алисии и нравится Кэри. Когда Алисия и Кэри открывают новую фирму, она остаётся работать в Локхарт Гарднер.
- Грэм Филлипс — Закари (Зак) Флоррик: сын Алисии и Питера. В пятом сезоне поступает в колледж. Персонаж периодически появляется в шестом и седьмом сезонах.
- Макензи Вега — Грейс Флоррик: дочь Алисии и Питера.
- Джош Чарльз — Уилл Гарднер: старый друг Алисии из юридического колледжа, который взял её на работу в свою фирму; очень прагматичный человек. Как один из трёх владельцев фирмы, хочет взять всю компанию под свой контроль. Неравнодушен к Алисии. Позже начинает любовные отношения с ней.
- Кристин Барански — Дайан Локхарт: старший партнёр в фирме, также как и Уилл Гарднер, является совладельцем фирмы.
- Алан Камминг — Илай Голд, политический консультант Питера Флоррика. Появился в 1 сезоне, со 2 сезона — в постоянном составе.

### Второстепенный состав
- Крис Нот — Питер Флоррик, муж Алисии, бывший прокурор округа Кук (округ, Иллинойс), попавший в начале сериала в тюрьму по обвинению в коррупции. В конце концов, ему удаётся снять обвинения с себя, после чего он баллотируется на свой прежний пост. Выиграв выборы и пробыв некоторое время на своём посту, он баллотируется на пост губернатора штата Иллинойс, выигрывает выборы, но покидает пост в конце сериала.
- Мэри Бет Пейл — Джеки Флоррик, мать Питера. Постоянно старается объединить и примирить Алисию и Питера.
- Гэри Коул — Курт Маквей, эксперт-баллистик, любовный интерес (далее — муж) Дайан Локхарт.
- Титус Уэлливер — Гленн Чайлдс, соперник Питера на выборах окружного прокурора.
- Майкл Джей Фокс — Луис Кэннинг, пронырливый адвокат-конкурент, спекулирующий на своем невропатологическом заболевании. Неоднократно пытается переманить Алисию Флоррик в свою фирму. В пятом сезоне он переходит в фирму Локхарт Гарднер.
- Мэттью Перри — Майк Кристива, адвокат, с которым Алисия пересекается в 3 сезоне и конкурент Питера Флоррика на выборах губернатора Иллинойса в 4 сезоне.
- Стокард Чэннинг — мать Алисии.
- Джон Бенджамин Хики — Нил Гросс, глава корпорации Чамхам — поисковика, напоминающего Гугл.
- Америка Феррера — Натали Флорес, любовный интерес Илая Голда во втором сезоне.
- Джерри Адлер — Говард Лайман, один из партнёров фирмы. Другие партнёры и адвокаты в фирме используют его в нужные моменты. Сам он считает, что его мнение важно.
- Джесс Вейкслер — Робин Бардин, частный детектив, работает сначала на фирму Локхарт Гарднер, а затем — Флоррик Агос.
- Дэвид Хайд Пирс — Фрэнк Прэйди, политический комментатор, баллотируется на пост прокурора штата Иллинойс против Алисии, считая, что всю систему правосудия необходимо переорганизовать.
- Джеффри Дин Морган — Джейсон Краус, детектив-дознаватель, имеет любовную связь с Алисией Флоррик
- Мэттью Гуд — Финн Полмар, помощник прокурора

## Трансляция
Премьера телесериала состоялась в США на телеканале CBS. Последняя серия была показана 8 мая 2016 года.
28 апреля 2014 года стало известно о том, что видеохостингам в китайском интернете запретили показывать ряд зарубежных телесериалов: «Теория Большого взрыва», «Практика», «Морская полиция: Спецотдел» и «Хорошая жена». Указание поступило со стороны государственной администрации по делам радио, кино и телевидения, причина запрета не называется.

### Рейтинги
| Сезон | Дата премьеры сезона | Дата окончания сезона | ТВ сезон  | Позиция | Зрителей в США (млн.) |
| ----- | -------------------- | --------------------- | --------- | ------- | --------------------- |
| 1     | 22 сентября 2009     | 25 мая 2010           | 2009-2010 | #18     | 13.12                 |
| 2     | 28 сентября 2010     | 17 мая 2011           | 2010-2011 | #16     | 13.00                 |
| 3     | 25 сентября 2011     | 29 апреля 2012        | 2011-2012 | #26     | 11.83                 |
| 4     | 30 сентября 2012     | 28 апреля 2013        | 2012-2013 | #27     | 10.98                 |
| 5     | 29 сентября 2013     | 11 мая 2014           | 2013-2014 | #23     | 11.43                 |
| 6     | 21 сентября 2014     | 10 мая 2015           | 2014-2015 | #22     | 9.72                  |
| 7     | 4 октября 2015       | 8 мая 2016            | 2015-2016 | #27     | 10.84                 |

## Награды

### Премии
Золотой глобус

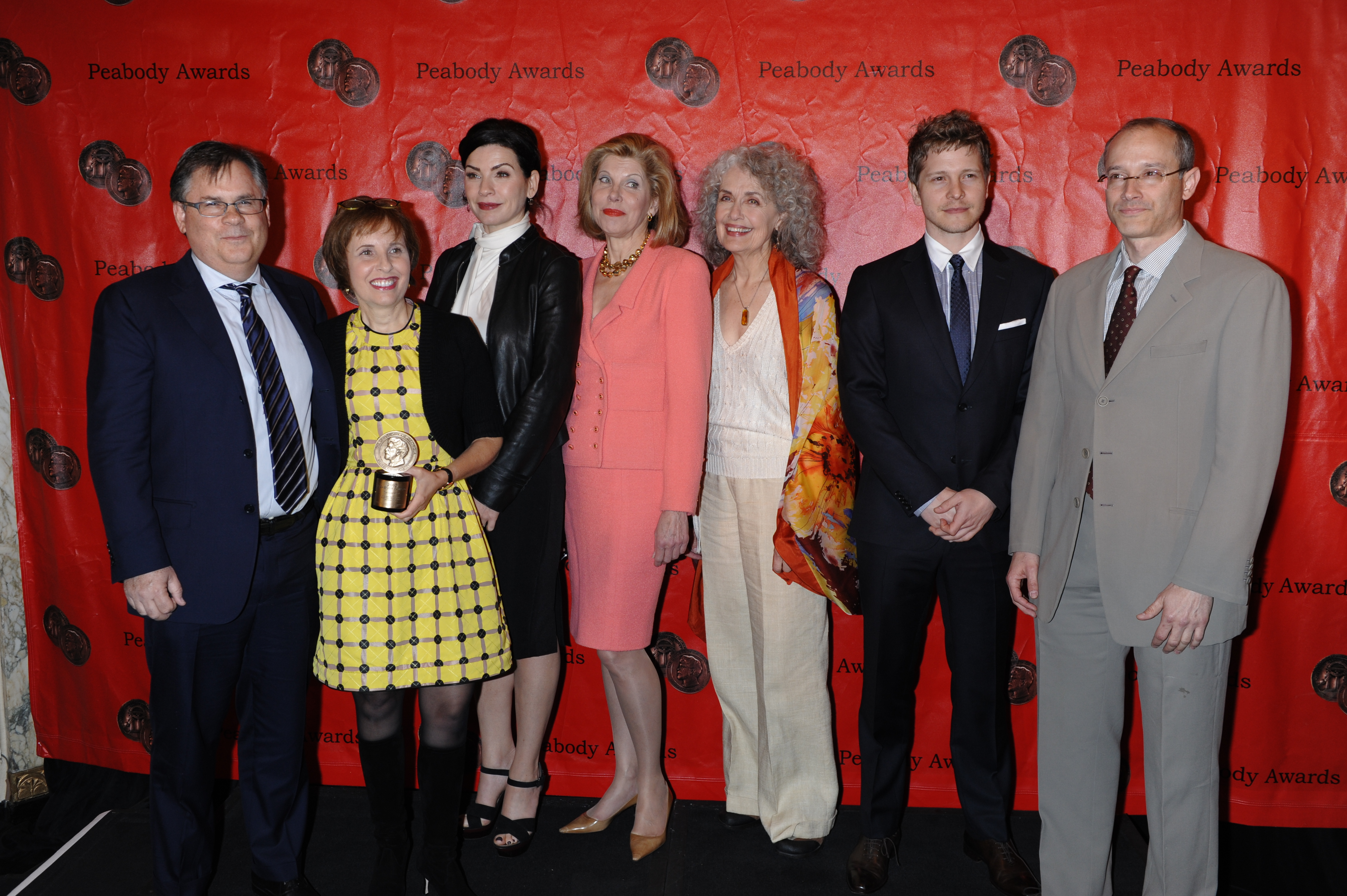
Основной актёрский состав сериала

- Лучшая женская роль в телевизионном сериале — Джулианна Маргулис (2009)[18]

Премия Гильдии киноактёров США
- Лучшая женская роль в драматическом сериале — Джулианна Маргулис (2009)[19]

Эмми
- Лучшая женская роль второго плана в драматическом сериале — Арчи Панджаби (2010)
- Лучшая женская роль в драматическом сериале — Джулианна Маргулис (2011)[20]

### Номинации
Эмми
- Лучший подбор актёров для драматического сериала (2010)
- Лучшие костюмы для серий: «Crash» (2010)
- Лучшая актриса в драматическом сериале — Джулианна Маргулис (2010)
- Лучшая актриса второго плана в драматическом сериале — Арчи Панджаби (2010)
- Лучшая актриса второго плана в драматическом сериале — Кристин Барански (2010)
- Лучший приглашённый актёр в драматическом сериале — Алан Камминг (2010)
- Лучший приглашённый актёр в драматическом сериале — Дилан Бейкер (2010)
- Лучший драматический сериал (2010)
- Лучший сценарий для драматического сериала: Пилотная серия (2010)